# Darkwoods My Betrothed
Darkwoods My Betrothed (с англ. — «Суженый мой темнолесный») — cимфоник-блэк-метал-группа из Китеэ, получившая культовый статус в 1990-х, но замолчавшая после выпуска трёх студийных альбомов на более чем 20 лет. В 2020 году старый состав воссоединился, теперь его пополнили бывший сессионный клавишник Туомас Холопайнен в качестве полноправного члена группы и Кай Хахто в качестве сессионного барабанщика (оба из Nightwish).

## Характеристики
Стиль
Группа известна в основном как представитель симфонического блэк-метала. Если ранние демозаписи содержали сырой блэк-метал, то первые два альбома «излучали привлекательность блэка и фолк-метала», иногда говорят об атмосферном блэк-метале. Третий альбом Witch-Hunts (1998) содержал «величественные симфонии в духе Gehenna и Dimmu Borgir». Последний альбом Angel of Carnage Unleashed (2021) «полон угрожающей атмосферы и напыщенных оркестровых аранжировок».
Лирика
Основные темы: антихристианство, скандинавская мифология, охота на ведьм, история. На начальном этапе группа сочиняла песни о предках и скандинавских богах, предпочитая тег викинг-метал. Тема последнего альбома Angel of Carnage Unleashed (2021) основана на Великой Северной войне, которая происходила между 1700 и 1721 годами. Лирика альбома «представляет собой диалог между крестьянским солдатом, насильно призванным в шведскую армию, и Святым Ангелом войны, который требует от солдата таких ужасных поступков, что в конечном итоге он получает разорванную душу».
Дизайн обложек
Обложку для альбома Autumn Roars Thunder (1996) нарисовал британский художник/музыкант Алекс Куртагич. Его иллюстрация на обложке альбома Stormblåst группы Dimmu Borgir была представлена в книге Джеймса Шерри и Нила Алдиса «Гром тяжелого металла: обложки альбомов, которые потрясли мир» (2006). Книга «Искусство Алекса Куртагича: 1989–2017», демонстрирующая его работы, включая подборку иллюстраций обложек его альбомов, была опубликована в 2019 году.
Обложку для альбома Witch-Hunts (1998) нарисовал финский художник/музыкант Юха Вуорма, автор многих других обложек в метале, в частотности, для ряда альбомов группы Kalmah.
Туомас «Spellgoth» Ритконен, отвечающий за оформление обложек альбомов группы, порекомендовал Стефана Тодоровича (вокалиста Gorgoroth) при работе над альбомом Angel of Carnage Unleashed (2021). «Стефан проделал потрясающую работу!» — заявил гитарист Йоуни «Hallgrim» Микконен в своём интервью.

## История
Сформированные в 1993 году как Virgin’s Cunt, они намеревались стать «самой кощунственной блэк-метал-группой в Европе». Записав под этим названием пару демо, группа сменила название на Darkwoods My Betrothed. В 1994 году они записали демо Dark Aureolis Gathering, которое не сильно отличалось от предыдущих блэк-метал-записей, но было зрелым в написании и исполнении песен. В 1995 году Hammerheart Productions выпустил первый полноформатный альбом Heirs of the Northstar, который стал поворотным моментом для группы, поскольку они начали экспериментировать с более медленным и мелодичным звучанием викинг-метала и использованием чистого вокала, смешанного с традиционным блэк-металлическим скримом. Тексты также сильно отличались от текстов предыдущих песен. Отойдя от тьмы и сатаны, басист и автор текстов Теему «Hexenmeister» Каутонен начал увлекаться одинизмом и богами Вальхаллы и выразил гнев по отношению к христианству.
В 1996 году вышел альбом Autumn Roars Thunder, на этот раз под лейблом Solistitium. Несмотря на сохранение той же антихристианской и одинистической риторики, сама музыка отошла от мелодичного подхода викинг-метала и вернулась к более быстрому и ориентированному на блэк-метал звучанию.
В 1998 году группа вернулась с альбомом Witch-Hunts, концептуальным альбомом, в котором избегалась большая часть мелодичного стиля двух предыдущих альбомов; викинг-метал теперь был полностью заменен на блэк-метал. Из-за многочисленных задержек со стороны звукозаписывающей компании он был выпущен примерно на год позже запланированного. После выпуска Witch-Hunts группа распалась, пока не вернулась в 2000 году с новым составом, сборником и потенциальной концертной работой. В 2001 году группа снова распалась.
В декабре 2020 года Теему «Hexenmeister» Каутонен заявил в интервью финскому журналу Inferno, что Darkwoods My Betrothed активны и выпустят свой следующий студийный альбом в конце 2021 года. Название альбома было позже объявлено 6 февраля 2021 года как Angel of Carnage Unleashed. Альбом вышел 12 ноября 2021 года. Первый сингл «In Evil, Sickness and in Grief» вышел 30 августа 2021 года. После выпуска Angel of Carnage Unleashed получил широкое освещение и отличные отзывы в музыкальной прессе.

## Участники
Текущий состав
- Теему «Hexenmeister» Каутонен - бас (1993–1996, 2020 – настоящее время)
- Йоуни «Hallgrim» Микконен - гитары (1993–1998, 2004–2005, 2020 – настоящее время), бас (1996–1998)
- Паси «Emperor Nattasett» Канккунен - вокал (1993–1998, 2020 – настоящее время), бас (2004–2005), ударные (1993)
- Туомас Холопайнен - клавишные (2020 – настоящее время; сессия 1993–1998)
- Кай Хахто - ударные (2020 – настоящее время)

Бывшие участники
- Туомас «Spellgoth» Ритконен — вокал (2004–2005)
- Юхана «Icelord» Сало — гитары (2004–2005)
- Ларха Ритконен — ударные (2004–2005)
- Юха «Magician» Кокконен — клавишные (2004–2005)
- Теро «Ante Mortem» Лейнонен — гитара, вокал (2004)

Сессионные участники
- Эмппу Вуоринен — гитары
- Теро Лейнонен — ударные (1994–1996)

Временная шкала

## Дискография
Альбомы
- Heirs of the Northstar (1995)
- Autumn Roars Thunder (1996)
- Witch-Hunts (1998)
- Angel of Carnage Unleashed (2021)

Прочее
- Reborn in the Promethean Flame (1993) — демозапись под названием Virgin's Cunt
- Dark Aureolis Gathering (1994) — демозапись под названием Virgin's Cunt
- Dark Aureolis Gathering (1994) — демозапись
- Sacrament of Wilderness (1998) — сплит с группами Nightwish и Eternal Tears of Sorrow
- The Eerie Sampler (1999) — сплит с группами Wizzard, Gravferd и Raven
- Dark Aureoles Gathering (2000) — сборник ранних демозаписей